# Hjelmen
Hjelmen est une île norvégienne du comté de Hordaland appartenant administrativement à Kjerrgarden.

## Description
Rocheuse et couverte d'une petite forêt, elle s'étend sur environ 243 m de longueur pour une largeur approximative de 80 m. 